# جین دوک-سان
جین دوک-سان (انگلیسی: Jin Deok-san؛ زادهٔ ۱۲ دسامبر ۱۹۷۲) بازیکن هاکی روی چمن اهل کره جنوبی بود.
از افتخارات وی میتوان به کسب مدال نقره در بازی‌های المپیک تابستانی ۱۹۹۶ اشاره کرد.